# 1.ª Divisão da AF Porto
A 1.ª Divisão é atualmente o quarto escalão desde 2024–25 ao nível dos distritais da Associação de Futebol do Porto. A competição é disputada por um total de 36 clubes, divididos em duas séries de 18 clubes. A divisão é decidida por fatores geográficos: clubes dos concelhos mais a Oeste do distrito são colocados na série 1, enquanto que clubes mais a Este são colocados na série 2. Os dois primeiros classificados de cada série no fim da temporada ascendem à Divisão de Honra. Foi o terceiro escalão distrital entra as épocas 2013–14 e 2023–24, segundo escalão entre as épocas 1992–93 e 2012–13 e o primeiro escalão entre as épocas 1935–36 e 1991–92.

## Vencedores

### Por época

#### 1ª Divisão - 4º Escalão distrital desde 2024–25
| Época   | Vencedor      |
| ------- | ------------- |
| 2024–25 | CD Trofense B |

#### 1ª Divisão - 3º Escalão distrital de 2013–14 até 2023–24
| Época   | Vencedor                                        |
| ------- | ----------------------------------------------- |
| 2023–24 | FC Cetê                                         |
| 2022–23 | Leixões SC 'B'                                  |
| 2021–22 | GD Aldeia Nova                                  |
| 2020–21 | CR Ataense                                      |
| 2019–20 | Série 1 - UD Valonguense Série 2 - GDC Ferreira |
| 2018–19 | AD Lousada 'B'                                  |
| 2017–18 | Série 1 - CA Rio Tinto Série 2 - AD Marco 09    |
| 2016–17 | FC Pedroso                                      |
| 2015–16 | Leça do Balio                                   |
| 2014–15 | Ermesinde SC 1936                               |
| 2013–14 | FC Vilarinho                                    |

#### 1ª Divisão - 2º Escalão distrital de 1992–93 até 2012–13
| Época   | Vencedor                  |
| ------- | ------------------------- |
| 2012–13 | FC Maia Lidador           |
| 2011–12 | FC Perafita               |
| 2010–11 | SC Os Dragões Sandinenses |
| 2009–10 | Custóias FC               |
| 2008–09 | S. Progresso              |
| 2007–08 | AD Grijó                  |
| 2006–07 | ADC Várzea do Douro       |
| 2005–06 | SC Canidelo               |
| 2004–05 | CD Candal                 |
| 2003–04 | CF Oliveira do Douro      |
| 2002–03 | CD Sobrado                |
| 2001–02 | AC Bougadense             |
| 2000–01 | CF Perosinho              |
| 1999–00 | Estrelas FC Fânzeres      |
| 1998–99 | Lomba SC Amarante         |
| 1997–98 | AR São Martinho (2)       |
| 1996–97 | Sport Progresso           |
| 1995–96 | CUD Leverense             |
| 1994–95 | AR São Martinho           |
| 1993–94 | GD Vilar                  |
| 1992–93 | SC Senhora da Hora        |

#### 1ª Divisão - 1º Escalão distrital de 1935–36 até 1992–93
| Época   | Vencedor                  |
| ------- | ------------------------- |
| 1991–92 | CF Oliveira do Douro      |
| 1990–91 | FC Avintes (5)            |
| 1989–90 | AR São Martinho           |
| 1988–89 | SC Rio Tinto              |
| 1987–88 | Vilanovense FC (3)        |
| 1986–87 | SC Os Dragões Sandinenses |
| 1985–86 | Pedrouços AC              |
| 1984–85 | AD Lousada                |
| 1983–84 | FC Infesta                |
| 1982–83 | SC Freamunde (2)          |
| 1981–82 | Felgueiras                |
| 1980–81 | FC Marco                  |
| 1979–80 | FC Lixa                   |
| 1978–79 | Valadares Gaia FC         |
| 1977–78 | Leça FC                   |
| 1976–77 | Amarante FC               |
| 1975–76 | CUD Leverense             |
| 1974–75 | Aliados FC Lordelo        |
| 1973–74 | USC Paredes               |
| 1972–73 | FC Paços de Ferreira      |
| 1971–72 | FC Avintes (4)            |
| 1970–71 | Vilanovense FC (2)        |
| 1969–70 | SC Freamunde              |
| 1968–69 | FC Avintes (3)            |
| 1967–68 | Boavista FC               |
| 1966–67 | FC Avintes (2)            |
| 1965–66 | FC Tirsense (3)           |
| 1964–65 | Vilanovense FC            |
| 1963–64 | FC Penafiel               |
| 1962–63 | FC Tirsense (2)           |
| 1961–62 | Varzim SC (3)             |
| 1960–61 | Varzim SC (2)             |
| 1959–60 | Varzim SC                 |
| 1958–59 | -                         |
| 1957–58 | Académico FC (3)          |
| 1956–57 | Académico FC (2)          |
| 1955–56 | FC Avintes                |
| 1954–55 | Rio Ave FC                |
| 1953–54 | Académico FC              |
| 1952–53 | -                         |
| 1951–52 | -                         |
| 1950–51 | -                         |
| 1949–50 | SC Salgueiros             |
| 1948–49 | FC Tirsense               |
| 1947–48 | -                         |
| 1946–47 | -                         |
| 1945–46 | -                         |
| 1944–45 | -                         |
| 1943–44 | -                         |
| 1942–43 | -                         |
| 1941–42 | -                         |
| 1940–41 | -                         |
| 1939–40 | -                         |
| 1938–39 | -                         |
| 1937–38 | CD Candal                 |
| 1936–37 | -                         |
| 1935–36 | CD Portugal               |

### Por clube

#### 1ª Divisão - 4º Escalão distrital desde 2024–25
| Clube         | Venceu | Época(s) |
| ------------- | ------ | -------- |
| CD Trofense B | 1      | 2024–25  |

#### 1ª Divisão - 3º Escalão distrital de 2013–14 até 2023–24
| Clube             | Venceu | Época(s) |
| ----------------- | ------ | -------- |
| FC Vilarinho      | 1      | 2013–14  |
| Ermesinde SC 1936 | 1      | 2014–15  |
| Leça do Balio     | 1      | 2015–16  |
| FC Pedroso        | 1      | 2016–17  |
| AD Marco 09       | 1      | 2017–18  |
| CA Rio Tinto      | 1      | 2017–18  |
| AD Lousada 'B'    | 1      | 2018–19  |
| GDC Ferreira      | 1      | 2019–20  |
| UD Valonguense    | 1      | 2019–20  |
| CR Ataense        | 1      | 2020–21  |
| GD Aldeia Nova    | 1      | 2021–22  |
| Leixões SC 'B'    | 1      | 2022–23  |
| FC Cetê           | 1      | 2023–24  |

#### 1ª Divisão - 2º Escalão distrital de 1992–93 até 2012–13
| Vencedor                  | Venceu | Época(s)          |
| ------------------------- | ------ | ----------------- |
| AR São Martinho           | 2      | 1994–95 e 1997–98 |
| SC Senhora da Hora        | 1      | 1992–93           |
| GD Vilar                  | 1      | 1993–94           |
| CUD Leverense             | 1      | 1995–96           |
| Sport Progresso           | 1      | 1996–97           |
| Lomba SC Amarante         | 1      | 1998–99           |
| Estrelas FC Fânzeres      | 1      | 1999–00           |
| CF Perosinho              | 1      | 2000–01           |
| AC Bougadense             | 1      | 2001–02           |
| CD Sobrado                | 1      | 2002–03           |
| CF Oliveira do Douro      | 1      | 2003–04           |
| CD Candal                 | 1      | 2004–05           |
| SC Canidelo               | 1      | 2005–06           |
| ADC Várzea do Douro       | 1      | 2006–07           |
| AD Grijó                  | 1      | 2007–08           |
| S. Progresso              | 1      | 2008–09           |
| Custóias FC               | 1      | 2009–10           |
| SC Os Dragões Sandinenses | 1      | 2010–11           |
| FC Perafita               | 1      | 2011–12           |
| FC Maia Lidador           | 1      | 2012–13           |

#### 1ª Divisão - 1º Escalão distrital de 1935–36 até 1992–93
| Clube                     | Venceu | Época(s)                                     |
| ------------------------- | ------ | -------------------------------------------- |
| FC Avintes                | 5      | 1955–56, 1966–67, 1968–69, 1971–72 e 1990–91 |
| Académico FC              | 3      | 1953–54, 1956–57 e 1957–58                   |
| Varzim SC                 | 3      | 1959–60, 1960–61 e 1961–62                   |
| FC Tirsense               | 3      | 1948–49, 1962–63 e 1965–66                   |
| Vilanovense FC            | 3      | 1964–65, 1970–71 e 1987–88                   |
| SC Freamunde              | 2      | 1969–70 e 1982–83                            |
| CD Portugal               | 1      | 1935–36                                      |
| CD Candal                 | 1      | 1937–38                                      |
| SC Salgueiros             | 1      | 1949–50                                      |
| Rio Ave FC                | 1      | 1954–55                                      |
| FC Penafiel               | 1      | 1963–64                                      |
| Boavista FC               | 1      | 1967–68                                      |
| FC Paços de Ferreira      | 1      | 1972–73                                      |
| USC Paredes               | 1      | 1973–74                                      |
| Aliados FC Lordelo        | 1      | 1974–75                                      |
| CUD Leverense             | 1      | 1975–76                                      |
| Amarante FC               | 1      | 1976–77                                      |
| Leça FC                   | 1      | 1977–78                                      |
| Valadares Gaia FC         | 1      | 1978–79                                      |
| FC Lixa                   | 1      | 1979–80                                      |
| FC Marco                  | 1      | 1980–81                                      |
| Felgueiras                | 1      | 1981–82                                      |
| FC Infesta                | 1      | 1983–84                                      |
| AD Lousada                | 1      | 1984–85                                      |
| Pedrouços AC              | 1      | 1985–86                                      |
| SC Os Dragões Sandinenses | 1      | 1986–87                                      |
| SC Rio Tinto              | 1      | 1988–89                                      |
| AR São Martinho           | 1      | 1989–90                                      |
| CF Oliveira do Douro      | 1      | 1991–92                                      |

Ref.: 